# موزه تاریخ آمل
موزه تاریخ آمل نام موزه‌ای است، در شهر آمل که در عمارت ساختمان دارائی واقع شده‌است. موزه تاریخ آمل در سه طبقه و شامل گالری‌های آثار باستان شناسی، مردم‌شناسی و اسناد تاریخی ایران و مازندران است.

## اشیا مردم‌شناسی
گالری بخش اشیای مردم‌شناسی موزه آمل نمونه‌ای ازبافته‌های محلی شامل جاجیم، گلیم، ظروف چوبی، ظروف مسی مانند آفتابه، لگن، کاسه، سینی وده‌ها اثردیگر در این بخش است.

## اسناد تاریخی
در بخش اسناد تاریخی این موزه، گزارش‌های ادارات وقت در خصوص زلزله وآتش سوزی آمل مربوط به سال‌های ۱۳۳۵ و ۱۳۳۶ و دست نوشته‌های شاهان دوره قاجار و مکاتبات اداری دربار قاجار با رؤسای حاکمان آمل به چشم می خورد.
قدیمی‌ترین دست نوشته‌های اسناد تاریخی موزه صورت اسامی علما در آمل در سال ۱۲۸۶ هجری قمری است.

## باستان‌شناسی
اما در بخش باستان‌شناسی که این بخش را از دیگر قسمت‌های موزه متمایز کرده وجود اشیای با ارزش تاریخی که است که قدمت تعدادی از این آثار به بیش از سه و چهار هزار سال قبل از میلاد مسیح و دوره‌های آهن می‌رسد.
بخش باستان‌شناسی موزه تاریخ آمل آثاری همچون سفال، فلز، سنگ وشیشه که به جای مانده از دوران پیش از تاریخ تا زمان قاجار درمحدوده شمال کشورو معرفی اشیای سفالینه از سایر استان‌های کشور و فرهنگ‌های تأثیرگذار و تأثیرپذیر منطقه شمال کشوراست، چشم هر بیننده‌ای را به خود مجذوب می‌کند. در موزه آمل یکی از بخش‌های جالب توجه که بازدیدکنندگان و محققان تاریخی را برای دقایقی بیشتر کنار خود نگه می‌دارد، ویترین ای سکه‌ها است. موزه تاریخ آمل از وجود سکه‌ها که تاریخ مصوری از خط، آداب و رسوم کهن، آرایش صورت و نوع پوشش شاهان را نشان می‌دهد، بی‌بهره نمانده وسکه‌های مربوط به دوره‌های هخامنشی اسکندر، سلوکیان، اشکانیان، ساسانیان و دوره‌های اسلامی تا صفوی و قاجار را در خود جای داده است. آثار به دست آمده از کاوش‌های علمی باستان شناسان آملی در سال ۸۸ درمحوطه باستانی قلعه کش آمل که مربوط به دوره مفرغ و آهن هست نیز در موزه تاریخ آمل به نمایش گذاشته شده‌است.

## مرمت و افتتاح
این ساختمان در سال ۱۳۱۵ به عنوان اداره مالیه شهرستان آمل بنا شده و سال ۱۳۸۷ با کاربری فرهنگی در اختیار اداره کل میراث فرهنگی، صنایع دستی  وگردشگری مازندران قرار گرفته و پس از مرمت افتتاح شد.